# Gian Francesco Gonçalves Mariano
Gian Francesco Gonçalves Mariano, mais conhecido como Gian (Santo André, 19 de setembro de 1982), é um ex-futebolista brasileiro que atuava como zagueiro.

## Carreira
Gian iniciou a sua carreira no Rio Branco de São Paulo.
O jogador também teve passagens pelo Mogi Mirim, Clube Atlético Juventus de São Paulo, Marília e Ipatinga. Em 2009, Gian conquistou o título da Série B pelo Vasco da Gama e devolveu o time carioca à elite do Campeonato Brasileiro. Depois, ele foi emprestado ao São Caetano para a disputa do Campeonato Brasileiro da Série B de 2010. Foi novamente emprestado pelo Vasco da Gama ao Avaí onde disputou o Campeonato Brasileiro da Série A de 2011. Após 28 partidas e 2 gols marcados pelo Avaí o atleta foi devolvido ao seu clube de origem Vasco da Gama, onde não renovou contrato. No dia 9 de dezembro de 2011, a Ponte Preta anuncia a contratação de Gian para a temporada de 2012.
Em janeiro de 2013 foi contratado pelo Mirassol-SP, para disputa do Campeonato Paulista. No final do ano, o zagueiro definiu sua ida para o Paulista de Jundiaí para a disputa do estadual.

## Titulos
Vasco da Gama
- Campeonato Brasileiro da Série B: 2009